# Linee guida Debian per il software libero
Le linee guida Debian per il software libero (in inglese Debian Free Software Guidelines, in sigla DFSG) sono un insieme di principi sviluppati e condivisi dai creatori e dai sostenitori del progetto Debian per definire la loro concezione di software libero.
Furono pensati da Bruce Perens (da un'idea di Ean Schussler) e vennero poi approvati dalla comunità di sviluppatori Debian nel 1997.

## Le Linee guida
In particolare i creatori del sistema Debian hanno individuato 10 principi importanti che dovevano far parte del loro sistema:
1. Libera ridistribuzione
La licenza di un componente Debian non può porre restrizioni a nessuno per la vendita o la cessione del software come componente di una distribuzione software aggregata di programmi proveniente da fonti diverse. La licenza non può richiedere royalty o altri pagamenti per la vendita.
2. Codice sorgente
Il programma deve includere il codice sorgente. Inoltre la sua distribuzione deve poter avvenire sia come codice sorgente che in forma compilata.
3. Lavori derivati
La licenza deve permettere modifiche e lavori derivati e deve permettere la loro distribuzione con i medesimi termini della licenza del software originale.
4. Integrità del codice sorgente dell'autore
La licenza può porre restrizioni sulla distribuzione di codice sorgente modificato solo se permette la distribuzione di file patch insieme al codice sorgente con lo scopo di modificare il programma durante la compilazione. La licenza deve esplicitamente permettere la distribuzione di software compilato con codice sorgente modificato. La licenza può richiedere che i lavori derivati abbiano un nome o un numero di versione diversi da quelli del software originali.
Nota al punto 4: tale punto va visto come compromesso tra la possibilità di modificare il codice e il diritto da parte degli autori ad essere riconosciuti come tali.
5. Nessuna discriminazione di persone o gruppi
La licenza non può discriminare nessuna persona o gruppo di persone.
6. Nessuna discriminazione nei campi di impiego
La licenza non può porre restrizioni all'utilizzo del programma in uno specifico campo di impiego. Per esempio, non può porre restrizioni all'uso commerciale o nella ricerca genetica.
7. Distribuzione della licenza
I diritti applicati al programma devono essere applicabili a chiunque riceva il programma senza il bisogno di utilizzare licenze addizionali di terze parti.
8. La licenza non può essere specifica per Debian
I diritti applicati al programma non possono dipendere dal fatto che esso sia parte di un sistema Debian. Se il programma è estratto da Debian e usato o distribuito senza Debian ma ottemperando ai termini della licenza, tutte le parti dovrebbero avere gli stessi diritti di coloro che lo ricevono con il sistema Debian.
9. La licenza non deve contaminare altro software
La licenza non può porre restrizioni ad altro software che sia distribuito insieme al software concesso in licenza. Per esempio, la licenza non può richiedere che tutti gli altri programmi distribuiti con lo stesso supporto debbano essere software libero.
10. Esempi di licenze
Le licenze GNU General Public License, BSD e Artistic sono esempi di licenze che consideriamo libere.

### Versioni delle DFSG
Sono state sviluppate 2 versioni delle DFSG: la versione 1.0 che risale al 5 luglio del 1997 e la 1.1 la quale fu approvata il 26 aprile 2004 e che ad oggi rimpiazza la prima versione.
Tra le due versioni non esiste nessuna differenza sostanziale per quanto riguarda i contenuti, nell'ultima revisione sono stati semplicemente modificati alcuni termini per rendere il tutto più chiaro e comprensibile.

## Il Contratto Sociale Debian
Debian ha pubblicato anche i 5 punti cardine su cui si basa lo sviluppo del sistema Debian GNU/Linux: il Contratto Sociale Debian (Debian Social Contract). Le Linee Guida Debian per il Software Libero (Debian Free Software Guidelines - DFSG) sono parte del contratto.
La versione attuale (1.1) è stata approvata il 26 aprile 2004 e ha sostituito la versione 1.0 approvata il 5 luglio 1997.

### "Contratto Sociale" con la Comunità Free Software
1. Debian rimarrà libera al 100%
Forniamo le linee guida che usiamo per determinare se un'opera sia libera nel documento intitolato The Debian Free Software Guidelines. Promettiamo che il sistema Debian e tutte le sue componenti rimarranno liberi in accordo con le citate linee guida. Supporteremo le persone che creino o usino in Debian opere sia libere che non libere. Non renderemo mai il sistema dipendente da un componente non libero.
2. Renderemo alla Comunità Free Software
Quando scriviamo nuovi componenti del sistema Debian, li rilasceremo con una licenza che rispetti le Debian Free Software Guidelines. Realizzeremo il sistema migliore che potremo, cosicché le opere libere siano usate e distribuite il più possibile. Comunicheremo cose come bug fix (correzioni), migliorie e richieste degli utenti agli autori upstream delle opere incluse nel nostro sistema.
3. Non nasconderemo i problemi
Manterremo sempre il nostro intero bug report database aperto alla pubblica lettura. I rapporti che le persone invieranno online saranno prontamente resi visibili a tutti.
4. Le nostre priorità sono gli utenti ed il software libero
Ci faremo guidare dai bisogni dei nostri utenti e della comunità del software libero. Metteremo al primo posto i loro interessi. Supporteremo le necessità dei nostri utenti di operare in molti diversi tipi di ambienti di calcolo. Non ci opporremo alle opere non libere che siano state pensate per l'uso in sistemi Debian e non richiederemo compensi a chi crea o usa queste opere. Permetteremo ad altri di creare distribuzioni contenenti sia il sistema Debian che altre opere, senza richiedere compensi. Per raggiungere questi scopi, forniremo un sistema integrato di materiali di alta qualità senza alcuna restrizione legale che limiti qualsiasi uso del sistema.
5. Opere che non rispettano i nostri standard free software
Ci rendiamo conto che alcuni dei nostri utenti richiedono di usare opere non conformi alle Debian Free Software Guidelines. Abbiamo creato le aree contrib e non-free nel nostro archivio per queste opere. I pacchetti in queste aree non fanno parte del sistema Debian, sebbene siano stati configurati per l'uso con Debian. Invitiamo i realizzatori di CD a leggere le licenze dei pacchetti in queste aree per determinare se possono distribuire i pacchetti sui loro CD. Inoltre, anche se le opere non libere non fanno parte di Debian, supporteremo il loro uso e forniremo infrastrutture per i pacchetti non liberi (come il nostro bug tracking system e le mailing list).

Da quest'atto si nota come la comunità Debian non sia in alcun modo contro politiche di software non libero. I pacchetti non liberi sono infatti pienamente supportati anche se non vengono inclusi nel sistema Debian, ma sono comunque utilizzabili a discrezione degli utenti.

## Sviluppi delle DFSG
Nel febbraio del 1998 Perens, insieme a Eric Raymond, fondò la Open Source Initiative (OSI). Essi si basarono sugli stessi principi delle DFSG per creare L'Open Source Definition. Per fare ciò è stato sufficiente eliminare tutti riferimenti al sistema specifico Debian dandogli così una valenza più generale.